# Duobaoshan (köpinghuvudort i Kina, Heilongjiang Sheng, lat 50,13, long 125,78)
Duobaoshan (kinesiska: 多宝山, 多宝山镇) är en köpinghuvudort i Kina. Den ligger i provinsen Heilongjiang, i den nordöstra delen av landet, omkring 490 kilometer norr om provinshuvudstaden Harbin. Antalet invånare är 19 716. Befolkningen består av 9 356 kvinnor och 10 360 män. Barn under 15 år utgör 16,0 %, vuxna 15-64 år 79 %, och äldre över 65 år 4,0 %.
Runt Duobaoshan är det ganska glesbefolkat, med 34 invånare per kvadratkilometer. Det finns inga andra samhällen i närheten. Trakten runt Duobaoshan består till största delen av jordbruksmark.